# André Evrard
Pour les articles homonymes, voir Evrard.
André Evrard, né le 1er avril 1936 à La Chaux-de-Fonds et mort le 29 avril 2021 à Neuchâtel est un artiste peintre, graveur et lithographe suisse.

## Biographie
Après avoir suivi sa scolarité dans sa ville natale, il fréquente de 1953 à 1959 l’école d’art de La Chaux-de-Fonds, en particulier les cours de peinture (Lucien Schwob), de gravure (Claude Loewer) et d’histoire de l'art (Léon Perrin). Simultanément, il fait un apprentissage de photolithographe. En 1959, il s'établit à Vevey ; il suit encore des cours jusqu'en 1963.
Il meurt le 29 avril 2021,.

## Contributions bibliophiliques
- André Evrard, Six aquatintes originales, 40 exemplaires numérotés et signés par l'artiste, éditions François Lafranca, Locarno, 1969.
- Vera Feyder, Delta du doute, 6 gravures originales d'André Evrard, 25 exemplaires numérotés et signés par l'artiste, éditions Rougerie, Paris, 1971.
- Vera Feyder, Le sang, la trace, poème enrichi de gravures d'André Evrard, 48 exemplaires numérotés, éditions François Lafranca, Locarno, 1973.
- André Evrard, Quatre impressions en relief, 50 exemplaires numérotés et signés par l'artiste, éditions François Lafranca, Locarno, 1977.
- Michel Bohbot, Fenêtres aveugles, 6 poèmes enrichis de 10 gravures originales d'André Evrard, 20 exemplaires numérotés, signés par l'auteur et par l'artiste au colophon, chez l'artiste, 1978.
- Gianfredo Camesi, André Evrard, Erich Koller, François Lafranca, Vittorio Matino, Martin Müller-Reinhart, Flavio Paolucci, Peter Stein et Marcel Wyss, coffret en bois 60x50,5x6cm contenat 9 graphiques signés, 50 exemplaires numérotés, atelier Lafranca, 1985.
- Ulrike Blatter, Intuitions, 3 eaux-fortes originales d'André Evrard, 100 exemplaires numérotés, Moulins Richard, 1998.

## Conservation

### Collections publiques

#### Allemagne
- Cabinet des estampes, musées d'État de Berlin[4].
- Kunsthalle de Brême[5].
- Staatliche Kunsthalle Karlsruhe[5].
- Staatliche Graphische Sammlung, Munich.

#### Belgique
- Bibliothèque royale de Belgique, Bruxelles[5].

#### France
- Bibliothèque nationale de France, Paris.
- Musée national d'art moderne, Paris, Portrait de l'oiseau qui n'existe pas, aquarelle 24x32cm, 1979 (don Claude Aveline)[6].

#### Italie
- Musée d'art contemporain de Calasetta (Sardaigne), Sans titre, 1983[7].
- Bibliothèque nationale centrale de Florence[8].

#### Royaume-Uni
- Victoria & Albert Museum, Londres, Cephalu II, aquatinte, 1979[9].

#### Suisse
- Musée des Beaux-Arts d'Argovie, Aarau.
- Cabinet des estampes de Bâle.
- Bibliothèque nationale suisse et collection de la Confédération (Berne).
- Collection de la ville de Bienne.
- Couvent Santa Maria (it) de Bigorio (it), Les trois croix, triptyque[4].
- Musée des Beaux-Arts de La Chaux-de-Fonds[10].
- La Chrysalide, hôtel de ville et conservatoire de musique de La Chaux-de-Fonds.
- Musée d'art et d'histoire de Fribourg.
- Cabinet des estampes et fonds de décoration de la ville de Genève.
- Musée d'Art et d'Histoire de Genève, Élégies, huit lithographies[11].
- Musée des Beaux-Arts du Locle.
- Musée d'Art et d'Histoire de Neuchâtel, 50 tableaux et 50 gravures[12].
- Collection de l'État : 
  - Home médicalisé des Charmettes, Les âges de la vie, deux triptyques, 1983.
  - Aula de l'université de Neuchâtel, tapisserie[4].
- Fondation Germaine-Ernst, Prilly[13].
- Nufnuf-art Fondation, Semsales, 2 gravures, 1 dessin[14].
- Musée Jenisch[15] et Cabinet cantonal des estampes de Vevey[16].
- Cabinet cantonal des estampes de Zurich.
- Kunsthaus de Zurich

### Collections privées
- Hôtel Bedford, Paris, Sans titre, dessin, encre et collage 45x32cm, 1976[17],[18].

## Expositions

### Expositions personnelles

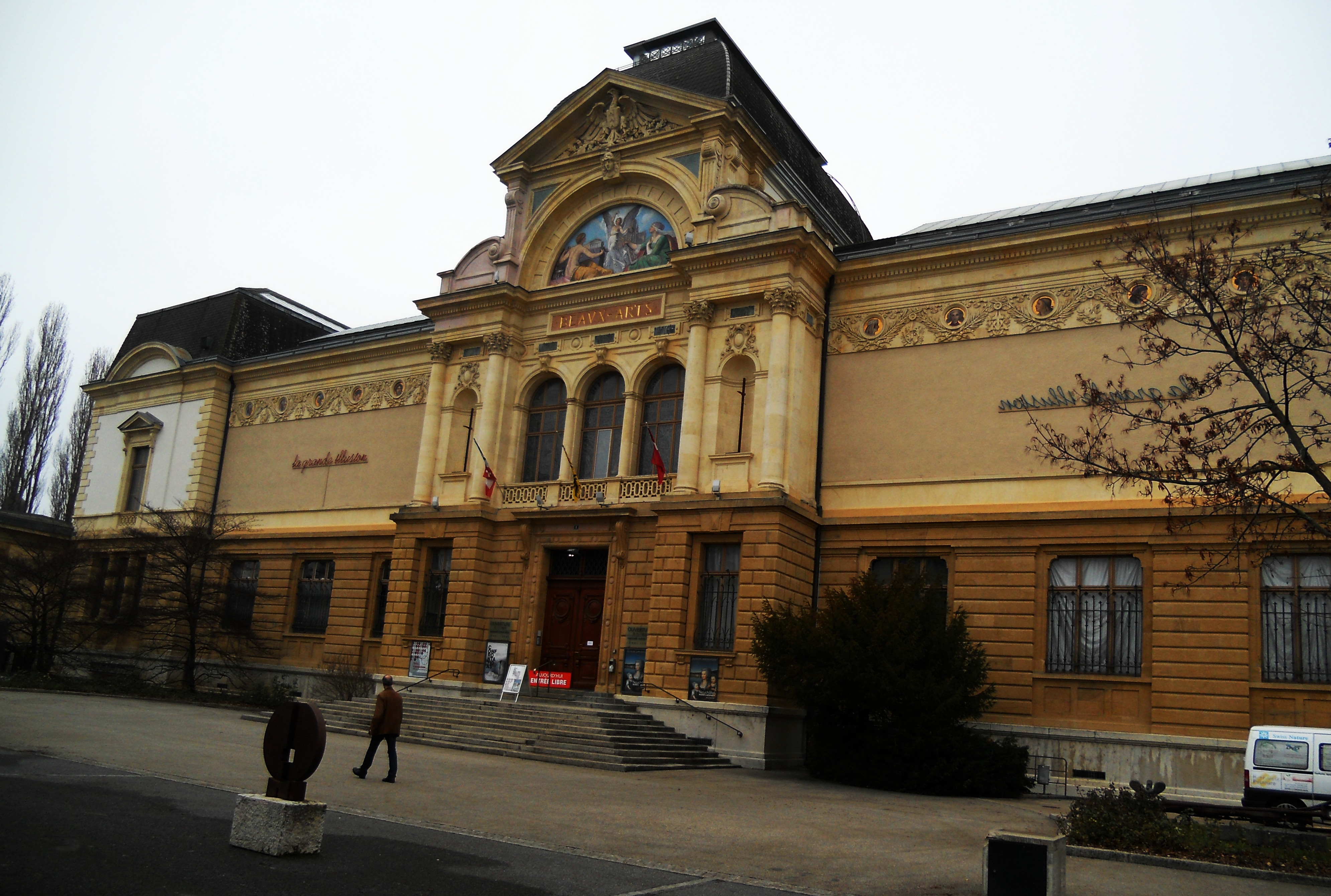
Musée d'Art et d'Histoire de Neuchâtel.

- Galerie Schneider, Le Landeron, 1978[19].
- André Evrard - Œuvres, 1974-1979, manoir de la ville de Martigny (canton du Valais), 1980[20].
- Musée d'Art et d'Histoire de Neuchâtel, 1987.
- Galerie Lambert, Paris, 1988 (avec le sculpteur Osamu Nakajima), 1991, 1994[21].
- Galerie Ditesheim, Neuchâtel, septembre-octobre 1991 (Peintures et dessins), septembre-octobre 1995 (Fugues), 2001, 2005, 2007, 2019, 2015[21].
- Galerie Portico 3, Locarno, 1997, 1998[21].
- André Evrard - Gravures récentes, Musée des Beaux-Arts du Locle, février-juillet 2005[22].
- Galerie Arts et Lettres, Vevey, février-avril 2013.
- André Evrard - Suites rythmées, Musée des Beaux-Arts du Locle, novembre 2016 - janvier 2017[23].

### Expositions collectives

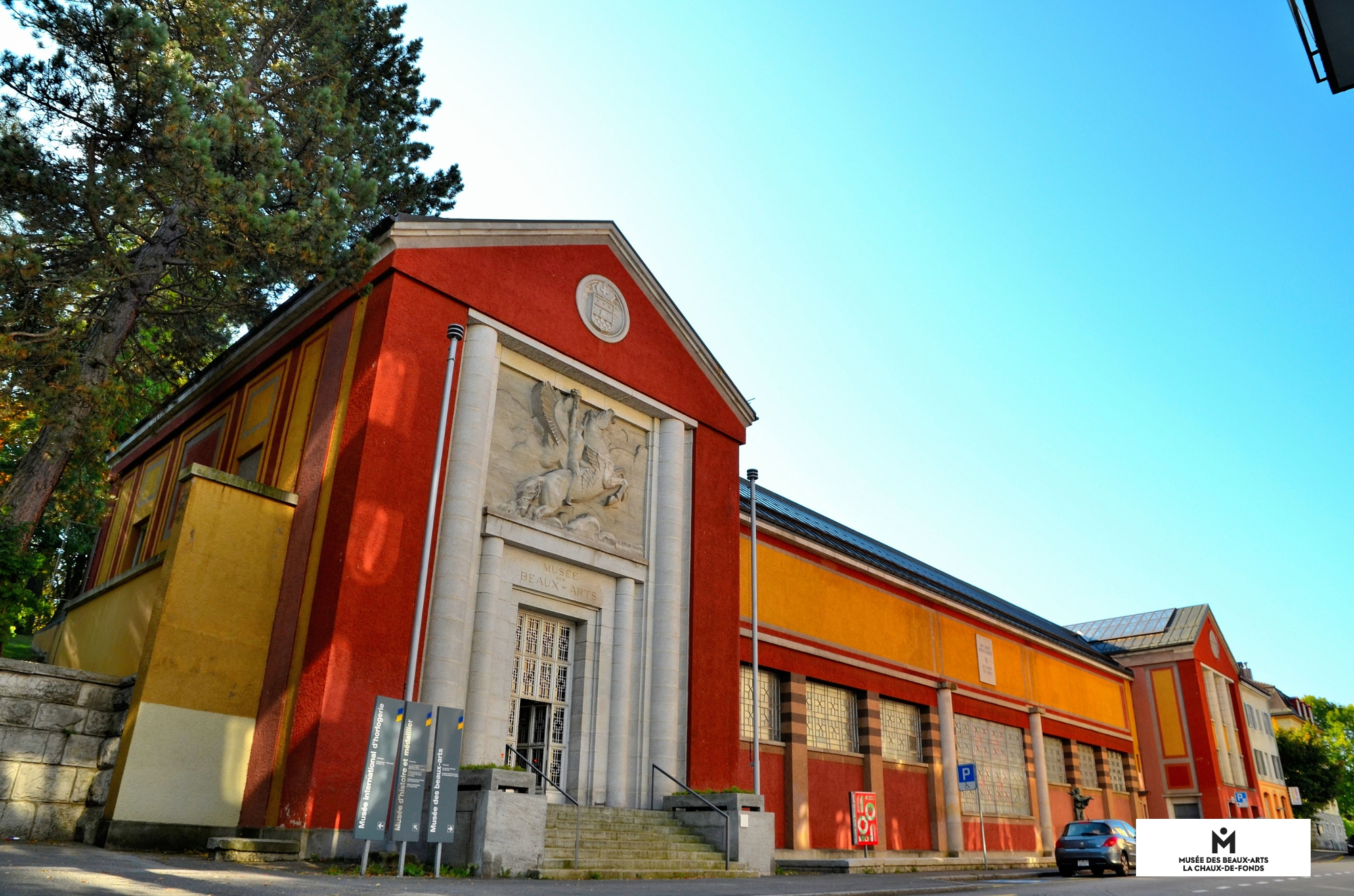
Musée des Beaux-Arts de La Chaux-de-Fonds

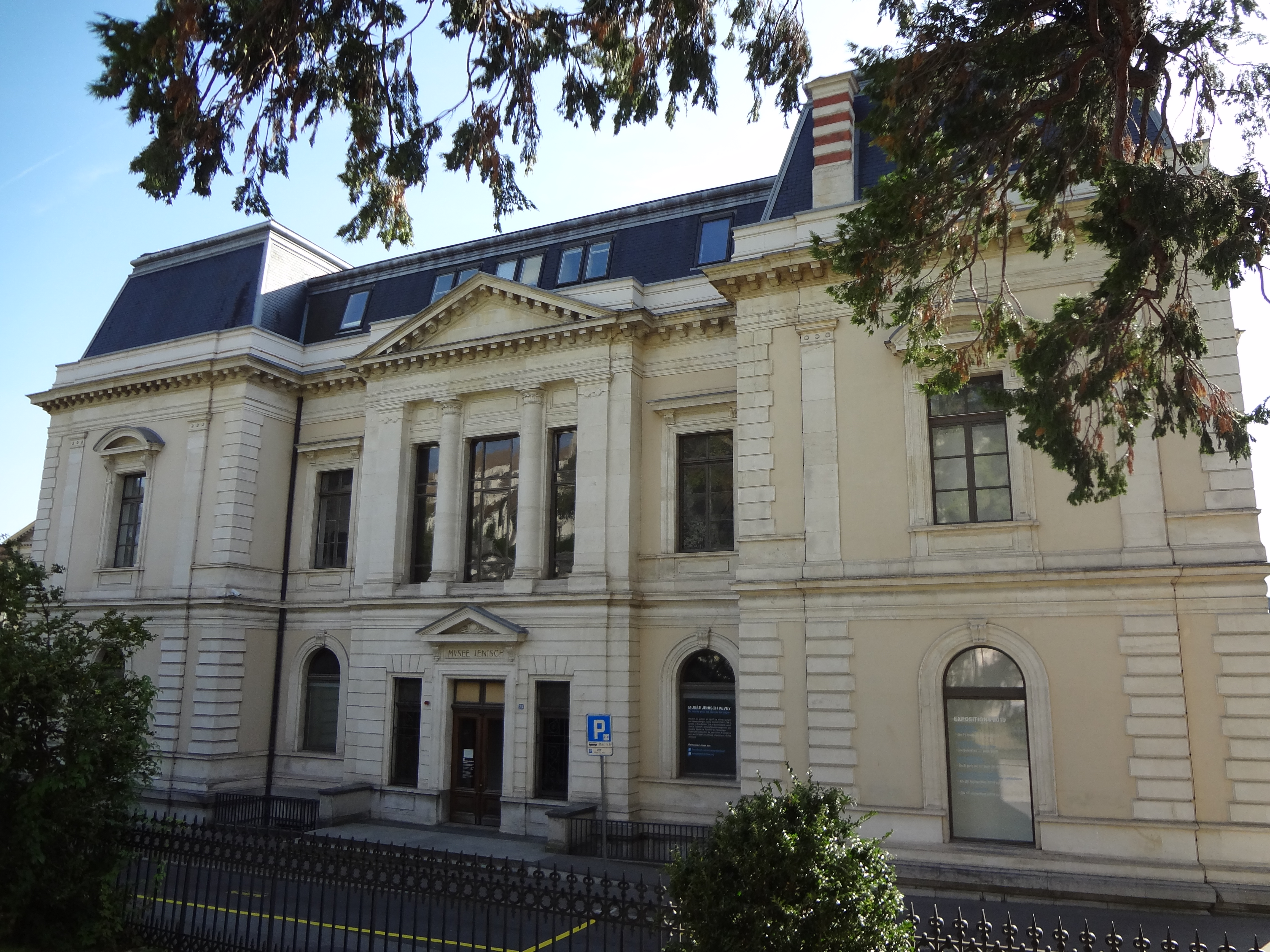
Musée Jenisch Vevey.

- André Evrard, Michel Pandel, Musée des Beaux-Arts de La Chaux-de-Fonds, février 1956[24].
- Salon des réalités nouvelles, Paris, 1969[5].
- Exposition graphique internationale, Catane (Sicile), 1970[5].
- Donation Jeunet - Une collection d'art contemporain, Musée d'Art et d'Histoire de Neuchâtel, novembre 2003 - janvier 2004[25].
- André Evrard, peintures, aquarelles - Umberto Maggioni, sculptures, Galerie Artesol, Soleure, septembre 2009[26].
- Trente ans de passion - La collection de l'Hôtel Bedford, espace culturel Les Dominicaines, Pont-l'Évêque, octobre-décembre 2009[18].
- Séries suites et variations - Cycles d'estampes de la collection des arts plastiques de 1500 à aujourd'hui, Musée d'Art et d'Histoire de Neuchâtel, septembre 2010 - mars 2011[27].
- La Fondation Messmer présente André Evrard, Foire européenne d'art contemporain, Strasbourg, novembre 2013[28].
- Les cinq de l'atelier du Jardin du Prince - Charles-Édouard DuBois (de), Paul Bouvier, Ferdinand Maire, Jean-François Diacron, André Evrard, Galerie Jonas, Cortaillod, juin-juillet 2022[29].
- Un collectionneur idéal (la collection Edmond Bourqui), Musée Jenisch, Vevey, février-mai 2023[15].

## Reconnaissance

### Réception critique

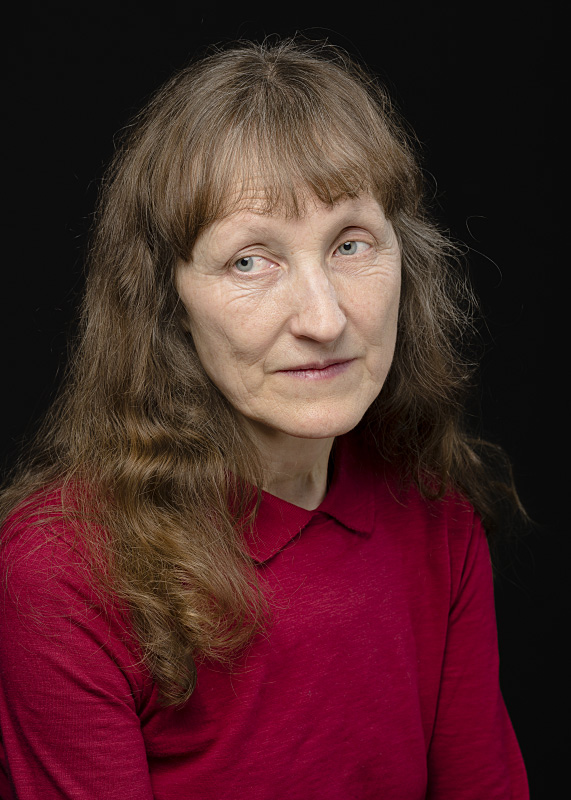
Laurence Chauvy.

« Les peintures, dessins et peintures d'André Evrard dégagent une sérénité empreinte d'une certaine gravité. Les gravures miment une cascade de cheveux, raides, sans trace d'ondulations, mais porteurs de nuances chromatiques subtiles. L'image de la chevelure n'est qu'une image, car ces compositions soignées restent abstraites. Au spectateur d'associer tel espace vierge à une porte donnant sur la lumière, tel ovale formé de lignes et de points à l'empreinte d'un pouce, telles colonnes aux pages d'un livre ouvert. Le maintien rigide des formes est composé par les pores, la respiration suggérée par les surfaces. Des surfaces d'autant plus vivantes, vibrantes, que les planches sont combinées entre elles, dans le cadre de suites dirigées, tantôt du noir au gris clair et au blanc, tantôt du gris à la couleur. Le rôle du papier est important, un papier dont l'artiste laisse apparaître toujours davantage, de manière à introduire la clarté. On songe aux pages calligraphiées d'un Coran, ou a la pierre griffée par les éléments naturels. Evrard recourt essentiellement à l'eau-forte, tempérée grâce à l'usage de l'aquatinte ou du vernis mou, ou encore du grattoir et du brunissoir. Dans les peintures et dessins, des teintes apparaissent, du beige au vert, de l'ocre au brun, des reflets font vaciller l'image, les ombres soufflées grâce au fusain contrebalancent les traits tracés au millimètre… Ses travaux laissent transparaître une quête spirituelle, semblable à celle d'un Mark Rothko dans le domaine de la couleur, ou celle d'un Giorgio Morandi dans le domaine de la figuration. »

— Laurence Chauvy

« André Evrard : un peintre qui transforme les stimuli optiques et les moyens matériaux de son art en images qui, plus que toute autre chose, reflètent des idées. Bien évidemment il y a la lumière et ses ombres. La densité et les transparences de la couleur, les formes nettes qui dialoguent avec la géométrie, les graduations toniques qui, tant dans ses huiles que dans ses gravures, aquarelles ou dessins, racontent des paroxysmes, des tensions ou des pertes. Mais il y a quelque chose de plus : il s'agit du drame de la matière qui lutte pour se dépasser elle-même, pour réaliser, de par sa dynamique interne, des idées. Disons, par exemple, l'idée de l'élégance, de la clarté, de la finesse, de la méditation, de la mélancolie, de la musique des choses qui ne proviennent pas d'instruments de musique. L'idée de la musique par d'autres moyens. Une approche historico-théorique classerait le travail d'Evrard dans l'abstraction concrète ou dans une sorte de Peinture conceptuelle. »

— Manos Stefanidis

### Prix et distinctions
- Bourse fédérale des beaux-arts, 1963[2].
- Prix de gravure (1966) et de peinture (1972) du Musée des Beaux-Arts de La Chaux-de-Fonds.
- Premier Prix Victor-Chocquet, Paris, 1971[5].
- Prix de la Fondation Alice-Bailly, 1971.
- Grand Prix Arts et Lettres du Musée Jenisch, Vevey, 1974.
- Prix de l'Institut neuchâtelois, 1987.

### Hommages
- L'école d'arts appliqués de La Chaux-de-Fonds et l'Académie de Meuron de Neuchâtel décernent annuellement depuis 2017 un Prix André-Evrard. L'artiste Anyali Oviedo Castillo est cité parmi les lauréats[3],[31].

### Filmographie
- Alain Nicolet, Séries d’espaces – Les chemins d’André Evrard, Obsidiane film, La Chaux-de-Fonds, 1999.
- Quentin Schmildin, Interview d'André Evrard dans son atelier de Neuchâtel (visionner en ligne - Source : Vimeo ; durée : 5'08").